# Jean de Mas Latrie
Jean de Mas Latrie (ur. 23 listopada 1879 w Paryżu, zm. 5 września 1914 w Rebais) – francuski sportowiec, członek francuskiej drużyny szermierczej olimpijskiej w 1908 oraz reprezentant w pięcioboju nowoczesnym w 1912 roku.
Zginął podczas I wojny światowej.